# Tirino
Der Tirino ist ein Fluss in italienischen Region Abruzzen mit ungefähr 25 km Länge.

## Geographie
Der Fluss Tirino entspringt im Gebirgsgebiet des Gran Sasso in der Höhe von ungefähr 1800 m. Er ist ein Nebenfluss des Flusses Pescara und gilt als einer der saubersten Flüsse Italiens. Der Tirino hat einen durchschnittlichen Wasserdurchfluss von ca. 6 m³/s. Das Fischen ist nur mit der entsprechenden Lizenz erlaubt. Ein Teil des Flusses wurde im Jahr 2007 zum Naturschutzgebiet erklärt.